# .tm
.tm és el domini de primer nivell territorial (ccTLD) del Turkmenistan. L'opera l'empresa Internet Computer Bureau Arxivat 2014-10-22 a Wayback Machine.. S'ha promocionat com a domini per a negocies amb marques registrades, perquè TM és l'abreviatura de "trademark", en anglès.